# Mende (Sprache)
Mende (Mɛnde yia) ist eine westafrikanische Sprache, die mehrheitlich in Sierra Leone gesprochen wird, jedoch gibt es auch Sprecher im benachbarten Liberia. 2015 gaben mehr als 2,065 Millionen Menschen in Sierra Leone, knapp 30 Prozent der Gesamtbevölkerung, Mende als ihre Hauptsprache an. Für 2019 wird die Zahl mit 2,47 Millionen für Sierra Leone und knapp 42.000 für andere Staaten angegeben.
Es wird von den Mende und anderen Volksgruppen als Verkehrssprache im südlichen Sierra Leone verwendet.
Mende ist eine Tonsprache, die zu den Mande-Sprachen der Familie der Niger-Kongo-Sprachen gehört. Im Jahr 1921 entwickelte Kìsmi Kamára die Mende-Schrift, eine Silbenschrift, um seinen Landsleuten das Schreiben beizubringen. Diese war lange Zeit im allgemeinen Gebrauch, wurde jedoch nach und nach von der lateinischen Schrift ersetzt. Dialekte sind Kpa, Ko, Wanjama (Waanjama) und Sewawa.
Die Sprache der Mende wurde in den Filmen Amistad und Blood Diamond verwendet.